# Мидліта
Мидліта (пол. Mydlita, нім. Buchwalde) — село в Польщі, у гміні Чарна Домбрувка Битівського повіту Поморського воєводства.
Населення — 142 особи (2011).
У 1975-1998 роках село належало до Слупського воєводства.

## Демографія
Демографічна структура станом на 31 березня 2011 року:
|          | Загалом | Допрацездатний вік | Працездатний вік | Постпрацездатний вік |
| -------- | ------- | ------------------ | ---------------- | -------------------- |
| Чоловіки | 81      | 18                 | 56               | 7                    |
| Жінки    | 61      | 11                 | 41               | 9                    |
| Разом    | 142     | 29                 | 97               | 16                   |